# Ръжаничино
Ръжаничино (на македонска литературна норма: Р’жаничино) е село в община Ибрахимово (Петровец) на Северна Македония.

## География
Селото се намира на 15 километра югоизточно от столицата Скопие в източния дял на Скопската котловина в областта Блатия от лявата страна на магистралата Скопие - Велес.

## История
В края на XIX век Ръжаничано е село в Скопска каза на Османската империя. Според статистиката на Васил Кънчов („Македония. Етнография и статистика“) към 1900 година в Ръженичено живеят 110 българи християни.
В началото на XX век цялото село е сърбоманско под върховенството на Цариградската патриаршия. Според патриаршеския митрополит Фирмилиан в 1902 година в селото има 25 сръбски патриаршистки къщи. По данни на секретаря на Българската екзархия Димитър Мишев (La Macédoine et sa Population Chrétienne) в 1905 година в Ръжаничино има 120 българи патриаршисти сърбомани.
След Междусъюзническата война в 1913 година селото влиза в границите на Сърбия. След Първата световна война в рамките на държавната политика за колонизиране на Вардарска Македония в Ржаничани е създадена колония, заселена главно със сърби.
На етническата си карта от 1927 година Леонард Шулце Йена показва Ърженичани (Arženičani) като село с неясен етнически състав.
Според преброяването от 2002 година селото има 855 жители.
| Националност     | Всичко |
| северномакедонци | 628    |
| албанци          | 32     |
| турци            | 0      |
| роми             | 0      |
| власи            | 0      |
| сърби            | 45     |
| бошняци          | 137    |
| други            | 13     |

## Личности
Родени в Ръжаничино
- Стоян Стаменков, български опълченец, ІІI опълченска дружина[7]